# جوليس لوروا
جوليس لوروا (بالفرنسية: Jules Leroy)‏ هو مؤرخ الفن فرنسي، ولد في 10 أبريل 1903، وتوفي في 8 أبريل 1979.